# Tomáš Necid
Tomáš Necid (født 13. august 1989 i Prag, Tjekkoslovakiet) er en tjekkisk fodboldspiller, der spiller som angriber hos Slavia Prag, hvortil han er udlejet fra Bursaspor i Tyrkiet. Han har tidligere spillet for blandt andet CSKA Moskva og PAOK.

## Landshold
Necid står (pr. april 2018) noteret for 44 kampe og 12 scoringer for Tjekkiets landshold, som han debuterede for den 19. november 2008 i en VM-kvalifikationskamp mod San Marino. Han scorede et enkelt mål i kampen, som tjekkerne vandt 3-0.

## Titler
Tjekkiske Liga
- 2008 og 2009 med Slavia Prag

Russiske Pokalturnering
- 2009 med CSKA Moskva

Russiske Super Cup
- 2009 med CSKA Moskva